# Iwan Wassiljewitsch Seledkow
Iwan Wassiljewitsch Seledkow (russisch Иван Васильевич Селедков; * 5. Januar 1983) ist ein russischer Radrennfahrer.
Seledkow wurde im Mountainbikesport in den Jahren 2004 und 2009 russischer Cross Country-Meister. Auf der Straße gewann er 2006 eine Etappe des Grand Prix of Sochi.

## Erfolge
2004
- Russischer Meister – Cross Country XCO

2006
- eine Etappe Grand Prix of Sochi

2009
- Russischer Meister – Cross Country XCO

## Teams
- 2005 Omnibike Dynamo Moscow
- 2006 Omnibike Dynamo Moscow
- 2007 Moscow Stars
- 2008 Rietumu Bank-Riga